# Uber
Uber Technologies, conocida simplemente como Uber es una empresa estadounidense proveedora de movilidad como un servicio. Tiene su sede en San Francisco y opera en más de 900 áreas metropolitanas de todo el mundo. Sus servicios incluyen red de transporte, entrega de alimentos (Uber Eats y Postmates), entrega de paquetes, mensajería, transporte de carga, alquiler de bicicletas eléctricas y scooters motorizados a través de una asociación con Lime, y transporte en transbordadores en asociación con operadores locales. Uber no posee ningún vehículo; en cambio, recibe una comisión por cada reserva. Las tarifas se cotizan al cliente por adelantado, pero varían mediante un modelo de precios dinámicos basado en la oferta y la demanda local en el momento de la reserva.
Uber es la principal empresa proveedora de servicios de transporte a través de una aplicación. Debido a su gran expansión a lo largo y ancho del globo terráqueo, llegó a Latinoamérica en 2013 y desde su inicio fue catalogada como competencia desleal por el sector taxista. La presencia de la empresa en América Latina, aun con altos y bajos, tiene mucho éxito y proyecciones alentadoras a futuro.
En 2022 se hizo pública una filtración de 80.000 correos electrónicos de la empresa, conocidos como los «Uber Files», obtenidos por el periódico inglés The Guardian y compartidos con el Consorcio Internacional de Periodistas de Investigación. Los Uber Files dejan en evidencia que la empresa «inyectó millones de dólares en su maquinaria de influencia global para ganarse los favores de políticos, reguladores y otros líderes», «para desviar la atención de las autoridades fiscales alrededor del mundo y reducir el pago de sus impuestos al mínimo», y que «engañó a autoridades y sacó provecho de sus conductores en su conquista mundial», recurriendo a tácticas violentas y extorsivas.

## Historia
Inicialmente, los conductores tenían coches exclusivos que aprobaba la empresa. Después de 2012, Uber añadió una selección más amplia de coches en el mercado, los llamados UberX. Los coches se reservan mediante el uso de la aplicación móvil. Usando la aplicación, los clientes pueden rastrear la ubicación de su coche reservado. 
No obstante, esta iniciativa de Silicon Valley ha sumado problemas en algunas partes del mundo. Desde su nacimiento, Uber recibió la declaración de guerra de agrupaciones de taxistas en algunas ciudades y reguladores han intentado normar y regular sus operaciones. A partir de 2012, Uber ha expandido sus operaciones para incluir compartición de viajes que no son en taxi.
Su actual director ejecutivo es Dara Khosrowshahi. El cofundador Travis Kalanick tuvo que dimitir de su puesto ejecutivo después de presiones por parte de los inversores después de acusaciones de discriminación de género en la empresa. Dara Khosrowshahi es CEO de Uber desde agosto de 2017.
Para la primera mitad de 2016, la empresa Bloomberg informaba que las pérdidas de la empresa Uber sumaban 1.270 millones de dólares durante ese año. La compañía ha defendido que solo puede ser rentable si emplea coches autónomos, prescindiendo de todos los conductores. Además, Uber compró en agosto de 2016 una empresa de conducción autónoma de camiones, Otto, por 680 millones de dólares.
En agosto de 2017, Uber fue multado por la Comisión Federal de Comercio donde aceptaron que mienten al decir que monitorizan exhaustivamente el acceso interno a la información personal de sus usuarios y que no mantienen una razonable seguridad de los datos de sus usuarios. Asimismo, el 21 de diciembre de ese mismo año, el Tribunal de Justicia de la Unión Europea falló en contra la posición defendida por Uber declarándola empresa de transporte, y no plataforma digital de intermediación entre viajeros.
Según Wall Street Journal, la última ronda de financiación de Uber catapultó su valor de mercado hasta 68.000 millones de dólares. Uber ha tenido en total 9 rondas de financiación. Es la startup más valiosa del mundo, muy por delante de su competidor chino Didi Chuxing, con una valoración de 50.000 millones de dólares. Su actual CEO Dara Khosrowshahi ha afirmado que la empresa podría empezar a cotizar en la Bolsa en 2019.
Uber opera también con coches autónomos en las ciudades de Pittsburgh y San Francisco desde finales de 2016. El 19 de marzo de 2018, la empresa anunció la suspensión de su programa de vehículos autónomos en todo el territorio estadounidense, luego de que una mujer falleciera tras ser atropellada por un auto autónomo de Uber en Tempe, Arizona. Este fue el primer atropello mortal con un vehículo de este tipo.
En un contexto de accidentes en los que las mujeres son las víctimas, la empresa anuncia el lanzamiento de la opción "Women", garantizando que el VTC será conducido por una mujer.

### Competidores
Uber actualmente tiene competidores en prácticamente todos los países en donde opera. Yassir en Argelia, Alemania, Canada, Francia, Marruecos,Senegal, Tunez y África del sur inDriver en Latinoamérica, África, India y el sudoeste de Asia. Cabify en España y Latinoamérica, Beat e Easy Taxi en Latinoamérica, MUV en Paraguay, Lyft en EE. UU., Ola Cabs en India, Grab en el Sudeste Asiático y Didi Chuxing en China y algunos lugares de Latinoamérica como Chile. Didi Chuxing fue un competidor tan fuerte en China que Uber decidió fusionar Uber China con Didi Chuxing en agosto de 2016 a cambio de un 20% de Didi Chuxing, poniendo fin a la competencia en China.

## Expansión

### Bolivia
En noviembre de 2016, Uber comienza sus actividades en Bolivia en Santa Cruz de la Sierra inicialmente. En enero de 2017, Uber expande su servicio a la ciudad de La Paz (sede de gobierno del país). Se tiene previsto que Uber expanda también sus servicios a la ciudad de Cochabamba.    

### Chile
En 2014 la aplicación comenzó a operar en Santiago. Cuenta con 70.000 conductores y 3.000.000 de usuarios.

### Colombia
En 2013, Colombia fue el segundo país latinoamericano escogido por Uber donde la aplicación estuvo disponible en Latinoamérica, por ser un mercado clave en la estrategia de crecimiento del negocio. Desde entonces, Uber ha insistido en establecer diálogos con el Gobierno y otros actores para contribuir a la creación de una reglamentación que contemple, como lo han reconocido otras jurisdicciones a nivel mundial, la categoría de servicio de Transporte Privado Intermediado por Plataformas (TPIP) como alternativa de movilidad en el marco de la economía colaborativa.
El servicio de transporte privado a través de plataformas tecnológicas en Colombia es considerado ilegal por el gobierno, no está reglamentado y los conductores que lo prestan enfrentan el riesgo de multas y además de la cancelación de sus licencias hasta por 25 años*.  Pese a que no está regulado y en el país es vista su operación como algo ilegal, la compañía de servicio de transporte privado Uber pagó en enero de este año 35.000 millones de pesos al estado colombiano por concepto de IVA en el periodo entre agosto y diciembre de 2018.
En mayo de 2019, Uber anunció que Bogotá será la sede del tercer Centro de Excelencia de la aplicación de Uber en Latinoamérica, y el decimosegundo en el mundo. La empresa de tecnología invertirá 40 millones de dólares en los próximos 5 años en este centro de soporte y proyecta crear 600 nuevos empleos para finales de 2023.
En septiembre de 2019, la Corte Constitucional, luego de estudiar una demanda en contra del Código de Transporte de 2002, que a su vez es la base de una resolución del Ministerio de Transporte que sancionaba con esta suspensión a los conductores de aplicativos móviles, aclaró que la suspensión de la licencia de conducción por 25 años a quien preste el servicio de transporte público de manera irregular, que estaba contemplada en el Código de Transporte, no le aplica a este tipo de conductores. El alto tribunal aseguró que la sanción aplicable para los conductores de esos aplicativos móviles sería de tres años porque así lo indica otra norma vigente. El lío jurídico nació porque la suspensión por 25 años de licencias de conducción solo estaba contemplada para las personas que reincidieran manejando en estado de embriaguez, pero era usada erróneamente por las autoridades para sancionar a quienes en carro particular prestaran el servicio público de transporte. "La Corte encontró que la norma que reguló esta sanción de tener que esperar 25 años para renovar la licencia, una vez cancelada, estaba refiriéndose exclusivamente a quienes fueron sancionados por haber conducido bajo el efecto de sustancias psicoactivas", precisó la presidenta de la Corte Constitucional, magistrada Gloria Ortiz.
El primer fallo proferido por la SIC (Superintendencia de Industria y Comercio) fue el 20 de diciembre de 2019, ordenando el cese de la prestación del servicio de transporte de forma inmediata a UBER en toda Colombia, fallo que UBER no acató diciendo haber apelado el fallo, por la cual se enviaron acciones legales a todas las operadoras de transmisión de datos móviles en Colombia para bloquear la IP de la aplicación de Uber, dejándola sin servicio el día 31 de enero de 2020. Sin embargo, el 20 de febrero de 2020 a las 8:00 a. m., regresan con una modalidad de negocios denominada "Alquiler del vehículo con conductor". Bajo esta modalidad, los usuarios tienen que aceptar un contrato en la aplicación para poder usar el servicio. De esta manera, la empresa pretende evitar las restricciones que hay en el país para el servicio de transporte público individual, las cuales no cumplía.
Cotech S.A. (Taxis Libres), quien demandó a UBER con ayuda de su firma del Abogado Nicolás Alviar, CEO en AGT Abogados, iniciará nuevas demandas legales contra Beat, Cabify, Didi y otras aplicaciones que ofrezcan servicios de transporte similares a UBER que también estén practicando actos de Competencia Desleal en Colombia

### Ecuador
En julio de 2017, Uber inició sus actividades en Ecuador.
En julio de 2017, Uber inició sus actividades en Ecuador.
Desde marzo de 2022, las aplicaciones de transporte como Uber, Cabify o DiDi son legales en Ecuador únicamente si son utilizadas por taxis registrados legalmente, es decir, aquellos que cumplen con la Ley Orgánica de Transporte Terrestre, Tránsito y Seguridad Vial y están autorizados por la Agencia Nacional de Tránsito (ANT).

### Guatemala
En diciembre de 2016 Uber comienza operaciones en la Ciudad de Guatemala. En marzo de 2019 expandió sus servicios a la Ciudad de Quetzaltenango. Desde  noviembre de 2019 está disponible Uber Comfort con vehículos más grandes y con los conductores mejor calificados. En 2023 expande operaciones a las ciudades de Guastatoya y Escuintla.

### Paraguay
Uber ha llegado a Paraguay, primeramente en Gran Asunción en el mes de diciembre de 2018, y un mes después en Encarnación; al igual que MUV (empresa similar a Uber pero paraguaya, presente desde mediados del 2018). Estas dos empresas se encuentran en conflicto con el gremio de taxistas, quien estos últimos se manifestaron en varias ocasiones en contra de éstas empresas por ser -según denuncian los taxistas- una competencia desleal hacia ellos. 
En diciembre de 2019 desembarcaron en Ciudad del Este, Coronel Oviedo y Caaguazú.

### Perú
En abril de 2014, Uber inició sus actividades en Lima, en octubre de 2016 en Arequipa y en mayo de 2017 en Cuzco. Así mismo cuenta con más de 2000 taxistas afiliados en el país. Tiene acuerdos importantes con empresas importantes del Perú. Cuenta con oficinas en el distrito de Surco en Lima y con un centro de capacitación a socios conductores en Lince, Surco e Independencia.

### República Dominicana
En noviembre de 2015, se inician las actividades de Uber, pero no es hasta principios de 2016 cuando los servicios de esta empresa son más reconocidos, expandiéndose así a la mayoría de las provincias constituyentes, siendo más usado en las principales provincias turísticas como Santo Domingo, Santiago, La Romana, Puerto Plata, San Cristóbal, La Vega y San Francisco de Macoris.

### Uruguay
En noviembre de 2015, Uber inició sus actividades en Uruguay. En agosto de 2016 la empresa de pagos PayPal anunció un acuerdo con Uber por el cual se podrá utilizar esa plataforma para el pago de los servicios.

## Servicios
- Uber:  Es la opción más común y económica de Uber, incluye vehículos modelo 2006 en adelante «aunque esto depende de las políticas de Uber para cada ciudad», acepta cuatro pasajeros como máximo y permite opcionalmente dividir la tarifa entre los usuarios pasajeros.

- Uber XL:  Es la edición de Uber que consta de camionetas como transporte con capacidad extendida de hasta seis, siete u ocho pasajeros.

- Uber Black: Es la versión más exclusiva de Uber, consta de autos oscuros último modelo con capacidad de cuatro pasajeros, es utilizado a menudo por las organizaciones y empresas para el transporte del personal.

- Uber SUV: Alternativa más costosa que UberXL a diferencia que sus camionetas son de un modelo más reciente.

- Uber Pool: Es una edición de UberX compartido, dando oportunidad que hasta 3 usuarios de distintas ubicaciones soliciten un viaje a un destino que sea común se encuentre cercano para todos los usuarios que compartan el viaje, por ello se ahorra una cantidad considerable comparándolo al solicitar un servicio de UberX.

- Uber Select: Servicio semejante a Uber BLACK a diferencia que los autos no son estrictamente oscuros, y tiene un costo menor que este.

- Uber VIP: Es una opción dentro de la app que está disponible para ciertas localidades, una vez que el usuario cumpla sus 100 viajes realizados en la aplicación de Uber se desbloqueará este nuevo servicio que consiste en solicitar conductores con una valoración que tiene como promedio mayor o igual a 4.8 estrellas.

- UberEATS (servicio de entrega a domicilio de comida).[44][45]

## Conflictos legales y judiciales

### Argentina
En abril de 2016, Uber desembarcó en Buenos Aires. El 20 de abril, los taxistas realizaron más de 25 cortes en calles de esa ciudad, pidiendo exclusión de la plataforma. Cuestionan el lanzamiento del sistema por la amenaza que significa para sus puestos de trabajo.
El 13 de abril de 2016, la Justicia ordenó al gobierno de la ciudad de Buenos Aires que «de modo inmediato», arbitre las medidas necesarias para suspender cualquier actividad que desarrolle la empresa Uber o cualquier sociedad bajo ese nombre y tipo de actividad. La empresa no suspendió sus operaciones, y sigue estable con más de 20.000 conductores, para abril de 2016. Asimismo Uber opera en el Gran Buenos Aires, parte de la provincia de Buenos Aires, otra jurisdicción donde la justicia porteña no es quien ejerce la ley.
Desde el 12 de octubre de 2016, tras la desestimación de varias denuncias penales contra la empresa, el uso de la aplicación Uber es considerado legal en todo el territorio argentino. No obstante, a fines de enero de 2017 la justicia penal de la ciudad de Buenos Aires ordenó el bloqueo de la aplicación de Uber para telefonía celular, aunque rechazó enviar a prisión a los directivos de la empresa; el servicio continuó funcionando. En el mes de abril, sin embargo, un juzgado de la misma ciudad de Buenos Aires condenó a una pena de prisión en suspenso e inhabilitación para conducir a un chofer de la empresa, por «uso indebido del espacio público» y «ejercer ilegítimamente una actividad que infringe el Código Contravencional».
En el mes de enero un juzgado de la Ciudad de Buenos Aires pidió al ENACOM que haga efectivo el bloqueo de la web de Uber en la Argentina. Sin embargo, en junio de 2018, el mismo juzgado dio marcha atrás con la medida. Paralelamente, Mendoza se aprobó una regulación para plataformas digitales como Uber y Cabify, por lo que la actividad está ahora amparado por la ley en la capital mendocina. En ese sentido, la empresa se encuentra proyectando la expansión a unas 30 ciudades del interior del país.

### Bolivia
En Bolivia existe un fuerte rechazo a Uber por parte de los taxistas de Santa Cruz de la Sierra calificándolos como "avasalladores de trabajos" de los más de 60.000 taxistas de esta ciudad. El servicio de Uber en la ciudad de La Paz es completamente normal.

### Chile
Durante 2018 se ha discutido un proyecto de ley para reglamentar el funcionamiento de empresas como Uber y Cabify, incluyendo aspectos tributarios además de fijar condiciones para los conductores de modo tal que las empresas como Uber solo puedan operar en ciudades donde estén inscritas y hayan declarado un listado de conductores. También se ha discutido sobre la exigencia que debería cumplir la empresa en el tratamiento de los datos de los usuarios.

### Colombia
En Colombia llega el servicio oficialmente en el año 2015, varias protestas se realizaron cuando esta aplicación entró en servicio en el país. La mayoría de estos protestantes son taxistas. 
En Bogotá, Uber presta los servicios de uberX, uberPOOL, UberBLACK, UberVAN (hasta 8 pasajeros), UberANGEL (un conductor se dirige al punto donde se realizó la solicitud para que este conduzca el vehículo del usuario y lo lleve al destino solicitado), UberBICI (presta el servicio de vehículos equipados para el transporte de bicicletas), y UberEATS (servicio de entrega a domicilio de comida).
El caso legal de Competencia Desleal entre Cotech S.A. - Taxis Libres y Uber BV - Uber Technologies INC - Uber Colombia S.A.S iniciado el año 2016 tuvo su primer fallo por la SIC (Superintendencia de Industria y Comercio) el 20 de diciembre de 2019, ordenando el cese de la prestación del servicio de transporte a UBER en toda Colombia, fallo que UBER no acató de forma inmediata, por la cual se enviaron acciones legales a todas las operadoras de transmisión de datos móviles en Colombia para bloquear la IP de la aplicación de Uber, dejándola sin servicios el día 31 de enero de 2020 en toda Colombia. Sin embargo, el 20 de febrero de 2020 a las 8:00 a. m., regresan con una modalidad de negocios denominada "Alquiler del vehículo con conductor". Bajo esta modalidad, los usuarios tienen que aceptar un contrato en la aplicación para poder usar el servicio. De esta manera, la empresa pretende evitar las restricciones que hay en el país para el servicio de transporte público individual, las cuales no cumplía.
Cotech S.A. con ayuda del Abogado Nicolás Alviar, CEO en AGT Abogados, iniciarán nuevas demandas legales contra Beat, Cabify, Didi y otras aplicaciones que ofrezcan servicios de transporte similares a UBER que también estén practicando actos de Competencia Desleal en Colombia.

### España
En España, Uber actualmente está en una batalla legal contra los taxistas. No obstante, de momento Uber está operando con las autorizaciones VTC (que son necesarias para operar los vehículos Uber) de esta manera en diciembre de 2017 están operando 6.500 autorizaciones de VTC en España (estas autorizaciones tiene un coste de unos 39€ y solo habilitan para realizar transporte interprovincial o interurbano, no pudiendo realizar transporte urbano), pero se prevé que el Tribunal Supremo conceda otras 10.000 autorizaciones más, habiendo 1 VTC por cada 4 taxis. El límite legal está en 1 VTC por cada 30 taxis, lo que ha hecho que los taxistas pidan que se aplique la ley 1/30.

### México
En abril de 2015, Uber pudo expandirse en Guadalajara, Jalisco, se hicieron negociaciones exitosas con el Club Deportivo Guadalajara, que consistieron en emplear a Uber como medio de transporte para aficionados del equipo, rumbo al estadio Omnilife.
En la Ciudad de México, las autoridades decidieron realizar un debate público sobre el servicio que brindaba Uber y Cabify en el que participaron los gremios y asociaciones de taxis (transporte público de pasajeros concesionado). Como resultado, hay una legislación desde 2015 que obliga a ambas empresas a pagar un registro ante la Secretaría de Movilidad de la Ciudad de México.
En 2016, Uber operaba en la Ciudad de México, Estado de México, Guadalajara, Mexicali, Tijuana, Tecate, Rosarito, Ensenada, Monterrey, Puebla, Querétaro, León, Toluca, Campeche, Mérida, Aguascalientes, Cuernavaca, Hermosillo, San Luis Potosí, Chihuahua, Ciudad Juárez, Saltillo, Torreón, Villahermosa, Cancún así como en el estado de Zacatecas y en algunas zonas de Sinaloa.
El 11 de junio de 2017, Uber anunció su presencia en Tepic, Nuevo Vallarta, Puerto Vallarta y Ciudad Obregón.
Uber anunció que llegaría a la ciudad de Morelia en octubre de 2017.
En octubre de 2017 se anunció su llegada a La Paz (Baja California Sur), Guasave y para San Luis Río Colorado, Nogales, Navojoa y Guaymas en el estado de Sonora siendo este último el estado con más ciudades con Uber en México.
El 14 de agosto de 2019 Uber llega al estado de Colima con presencia en la ciudad capital y Manzanillo.
El 19 de octubre de 2021 Uber inicia sus operaciones en Tuxtla Gutiérrez, Chiapas y con el respaldo de la barra chiapaneca de abogados que determinó que, si existe la aprobación con una suspensión definitiva por parte de un Juez Federal, determinando que la entrada de este transporte a la entidad no es ilegal.

### Paraguay
Uber ha llegado a Paraguay, primeramente en Gran Asunción en el mes de diciembre de 2018, y un mes después en Encarnación; así como MUV (empresa similar paraguaya) -desde mediados del 2018-. Estas dos empresas se encuentran en conflicto con el gremio de taxistas, quien estos últimos se manifestaron en varias ocasiones en contra de éstas empresas por ser -según denuncian los taxistas- una competencia desleal hacia ellos.
Hacia finales de junio de 2019, se produce uno de los mayores incidentes: Taxistas y conductores de Uber se enfrentaron en la Terminal de Ómnibus en Asunción, en el que varios taxistas "acorralaron" a un conductor de Uber cuando este intentaba subir a pasajeros. Posteriormente hubo denuncias de agresiones hacia conductores de Ubers (quienes vinieron a defender a su colega), cierre del acceso a la Terminal por parte de los taxistas, en el que tuvieron que intervenir hasta la Policía Antidisturbios en plena madrugada. También los taxistas amenazaron con cierre de rutas en las principales ciudades del país como forma de protesta.
Concejales de Asunción afirman que deben crear ordenanzas y leyes para regular MUV y Uber, para permitir una competencia igualitaria, y así evitar mayores incidentes entre éstas empresas y el gremio de taxistas.

## Controversias

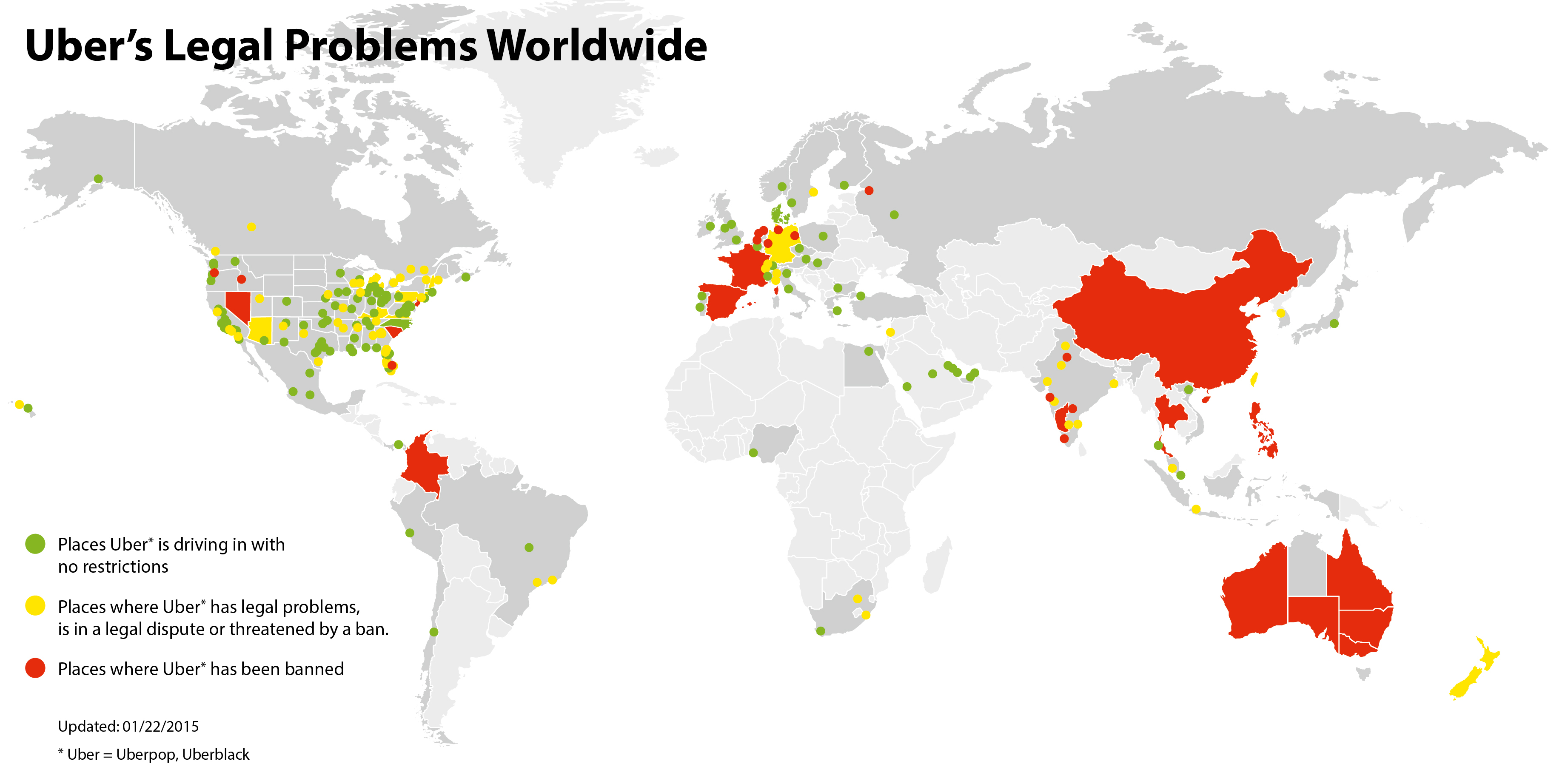
Mapa mundial de los problemas legales de Uber.

### Uber Files
En julio de 2022, el diario británico The Guardian publica una filtración de documentos confidenciales donde se expone una campaña global de lobby con intentos de presión a mandatario políticos y detalles sobre jornadas, sueldos y trato a los trabajadores. 
En esa misma filtración se conoce el hecho del encargo de Uber de investigar al juez español Andrés Sánchez Magro, titular del juzgado que dictó el cese de operaciones de la compañía el 9 de septiembre de 2014. 
Uber barajó la posibilidad de seguir operando en España y desobedecer la prohibición de Sánchez Magro.

### Elusión de impuestos
Una de las principales críticas que hacen los taxistas a Uber es su uso de técnicas de ingeniería fiscal y elusión de impuestos. Tiene una compleja estructura legal y fiscal con sede en Países Bajos, donde los impuestos son mucho más bajos, bajo la empresa Uber BV. A su vez, también usa una filial en Bermudas, Uber International CV.

### Salarios de los conductores
Una de las características que ofrece Uber a sus conductores es que pueden trabajar cuando quieran, sin tener horarios fijos. Entre las desventajas de ser conductor para Uber es que los conductores están en régimen de autónomos y tienen que cotizar a la Seguridad Social por su cuenta. El hecho de que sean autónomos ha sido muy criticado por investigadores y los tribunales. El Tribunal de Apelación Laboral de Londres considera que los conductores de Uber deberían ser tratados como asalariados y no como autónomos. Por el manejo de datos que la plataforma permite a la empresa, el control que ejerce Uber sobre los conductores es intenso y se considera comparable a una relación de empleo.

## Índice de sueldos de Uber según países
Existen diferencias notables en la retribución que reciben los trabajadores de Uber por realizar una misma tarea con los mismos recursos, tanto de capital como de conocimiento, en distintos países del mundo. El índice se construye a partir de la comparación del monto en dólares del primer kilómetro recorrido en un trayecto estandarizado a la misma hora en cada ciudad, a los que se le ha descontado el beneficio de Uber.
| Puesto | Ciudad            | Dólares por kilómetro |
| ------ | ----------------- | --------------------- |
| 1      | Londres           | 3.83                  |
| 2      | Berlín            | 3.23                  |
| 3      | Hong Kong         | 2.64                  |
| 4      | Sídney            | 2.51                  |
| 5      | París             | 2.33                  |
| 6      | Wellington        | 1.76                  |
| 7      | Washington D. C.  | 1.65                  |
| 8      | Ottawa            | 1.42                  |
| 9      | Madrid            | 1.21                  |
| 10     | Montevideo        | 1.09                  |
| 11     | Lima              | 1.01                  |
| 12     | Santiago de Chile | 0.90                  |
| 13     | Nairobi           | 0.86                  |
| 14     | Brasilia          | 0.86                  |
| 15     | Santo Domingo     | 0.77                  |
| 16     | Bogotá            | 0.75                  |
| 17     | Ciudad del Cabo   | 0.70                  |
| 18     | Buenos Aires      | 0.17                  |
| 19     | Ciudad de México  | 0.49                  |
| 20     | El Cairo          | 0.41                  |
| 21     | Mendoza           | 0.17                  |
| 22     | Quito Ecuador     | 0.80                  |